# Brečevići
 Brečevići  (olaszul: Brecovici) falu Horvátországban, Isztria megyében. Közigazgatásilag Tinjanhoz tartozik.

## Fekvése
Az Isztria középső részén, Pazintól 10 km-re délnyugatra, községközpontjától 3 km-re északnyugatra fekszik.

## Története
A településnek 1880-ban 285, 1910-ben 359 lakosa volt. Az első világháború után a rapallói szerződés értelmében Isztria az Olasz Királysághoz került. A második világháború után Jugoszlávia része lett. Jugoszlávia felbomlása után 1991-ben a független Horvátország része lett. 2011-ben a falunak 186 lakosa volt. Lakói hagyományosan mezőgazdasággal és állattenyésztéssel foglalkoznak.

## Lakosság
| Lakosság változása | Lakosság változása | Lakosság változása | Lakosság változása | Lakosság változása | Lakosság változása | Lakosság változása | Lakosság változása | Lakosság változása | Lakosság változása | Lakosság változása | Lakosság változása | Lakosság változása | Lakosság változása | Lakosság változása | Lakosság változása |
| ------------------ | ------------------ | ------------------ | ------------------ | ------------------ | ------------------ | ------------------ | ------------------ | ------------------ | ------------------ | ------------------ | ------------------ | ------------------ | ------------------ | ------------------ | ------------------ |
| 1857               | 1869               | 1880               | 1890               | 1900               | 1910               | 1921               | 1931               | 1948               | 1953               | 1961               | 1971               | 1981               | 1991               | 2001               | 2011               |
| 0                  | 0                  | 285                | 327                | 336                | 359                | 0                  | 0                  | 332                | 311                | 268                | 241                | 230                | 196                | 195                | 186                |